# Sifap
sifap (Stroke in young Fabry patients: 若年ファブリー病患者に見られる卒中発作)は、若年者の卒中発作とファブリー病(Morbus Fabry)の遺伝子異常の相関関係を探る研究である。ロストック大学のイニシアチブにより立ち上げられた。18歳から55歳の患者5,000人の標本調査を行うもので、若年発症卒中の研究としては世界最大規模を誇る。欧州およそ15ヶ国から約50の研究機関が参加している。研究領域にはsifap1とsifap2の区分があり、sifap1では患者群(コホート)におけるファブリー病の罹患率を分析し、sifap2ではファブリー病と診断された患者のリハビリ段階を追跡し、調査する。

## 背景
研究の目的は、ファブリー病が若年性卒中を引き起こす最大の遺伝子的原因である旨を実証することにある。学術的には目下、一般集団におけるファブリー病の発症頻度は約4万人に対して1人と推定されている。しかし、最近の研究で、18歳から55歳の卒中発症者では83人に1人、一般集団でも3,500人～4,500人に1人の割合でファブリー病が発生し得ることが明らかになった。この研究結果を裏付け、学術的に証明することがsifapの狙いである。

## 経過
2007年4月1日～2007年12月31日の原理実証(Proof of Principle)段階を経て、2008年1月1日に研究プロジェクトが正式に発足した。sifap1の被検患者の募集は2009年6月30日まで行われる。並行して、ファブリー病の初症例が確認されるに伴い、sifap2プロジェクトが開始された。そのような第二段階の調査は、2012年6月30日に終了する予定である。

## 技術
患者試料の解析・保管の完全な自動化、さらに全データのデジタル化という点で、sifapは他の研究と一線を画する。また、そのようなものとしては他に類例のない分注ロボットを用いて、試料からDNAを抽出し、ファブリー病の徴候がないかを調べる。後の調査で使用できるように、試料はロボットによって自動的にバイオバンクに保管される。

## 委員会
sifap1と2の実施に伴い、研究のモニタリング・統括、および専門性の高い組織構築を目的として、2つの委員会が設立された。運営委員会は、刊行物の発行やsifapの基本理念に関する業務を担う。同委員会は、以下9名の委員により構成される。
- Prof. Dr. Miron Ginsberg (マイアミ/アメリカ合衆国)
- Prof. Dr. Michael Hennerici (マンハイム/ドイツ)
- Prof. Dr. Christof Kessler (グライフスヴァルト/ドイツ)
- Prof. Dr. Edwin Kolodny (ニューヨーク/アメリカ合衆国)
- Prof. Dr. Peter Martus (ベルリン/ドイツ)
- Prof. Dr. Bo Norrving (ルンド/スウェーデン)
- Prof. Dr. Erich-Bernd Ringelstein (ミュンスター/ドイツ)
- Prof. Dr. Peter Rothwell (オックスフォード/英国)
- Prof. Dr. Graham Vanables

バイオバンク委員会は保管された試料の管理を担当し、非公開審議により試料の利用申請の可否を決定する。バイオバンク委員会は、以下の7名の学識経験者から構成される。
- Prof. Dr. Natan Bornstein (テルアビブ/イスラエル)
- Prof. Dr. Peter Paul DeDeyn (アンウェルペン/ベルギー)
- Prof. Dr. Martin Dichgans (ミュンヘン/ドイツ)
- Prof. Dr. Franz Fazekas (グラーツ/オーストリア)
- Prof. Dr. Hugh Markus (ロンドン/英国)
- Prof. Dr. Olaf Rieß (テュービンゲン/ドイツ)
- Prof. Dr. Arndt Rolfs (ロストック/ドイツ)

## 参加研究機関
| 国           | 都市               | 医療機関                                                                               |
| ------------ | ------------------ | -------------------------------------------------------------------------------------- |
| ベルギー     | アントウェルペン   | ミデルハイム総合病院 (Middelheim General Hospital)                                     |
| ベルギー     | ルーヴェン         | ルーヴェン大学附属病院 (UZ Gasthuisburg Hospital)                                      |
| デンマーク   | コペンハーゲン     | ビシュペビャー病院 (Bispebjerg Hospital)                                               |
| ドイツ       | ベルリン           | シャリテー (Charité)                                                                   |
| ドイツ       | ベルリン           | ノイケルン病院 (Klinikum Neukölln)                                                     |
| ドイツ       | ブレーメン         | ブレーメン・ミッテ病院 (Klinikum Bremen Mitte)                                         |
| ドイツ       | ツェレ             | ツェレ総合病院 (Allgemeines Krankenhaus Celle)                                         |
| ドイツ       | ケムニッツ         | ケムニッツ病院 (Klinikum Chemnitz)                                                     |
| ドイツ       | ドレスデン         | カール・グスタフ・カールス大学病院 (Universitätsklinikum Carl Gustav Carus)            |
| ドイツ       | デュッセルドルフ   | ハインリッヒ・ハイネ大学 (Heinrich-Heine-Universität )                                 |
| ドイツ       | フランクフルト     | ヨハン・ヴォルフガング・ゲーテ大学 (Johann-Wolfgang-Goethe-Universität)                |
| ドイツ       | ギーセン           | ギーセン大学 (Universität Giessen)                                                     |
| ドイツ       | グライフスヴァルト | エルンスト・モーリッツ・アルント大学 (Ernst-Moritz-Arndt-Universität)                  |
| ドイツ       | ハンブルク         | ハンブルク・エッペンドルフ大学病院 (Universitätsklinikum Hamburg-Eppendorf)            |
| ドイツ       | ハイデルベルク     | ハイデルベルク大学(Universität Heidelberg)                                             |
| ドイツ       | イェーナ           | イェーナ大学病院 (Universitätsklinikum Jena)                                           |
| ドイツ       | キール             | シュレースヴィッヒ・ホルシュタイン州大学病院 (Universitätsklinikum Schleswig-Holstein) |
| ドイツ       | ライプツィヒ       | ライプツィヒ大学 (Universitätsklinikum Leipzig)                                        |
| ドイツ       | マールブルク       | ギーセン・マールブルク大学病院 (Universitätsklinikum Giessen und Marburg)              |
| ドイツ       | ミュンヘン         | ミュンヘン大学病院(グロースハーデルン) (Klinikum München – Großhadern)                 |
| ドイツ       | ミュンスター       | ミュンスター大学病院 (Universitätsklinikum Münster)                                    |
| ドイツ       | レーゲンスブルク   | レーゲンスブルク大学病院 (Universitätsklinikum Regensburg)                             |
| ドイツ       | ロストック         | ロストック大学 (Universität Rostock)                                                   |
| ドイツ       | テュービンゲン     | エーバーハルト・カール大学 (Eberhard-Karls-Universität)                                |
| ドイツ       | ウルム             | ウルム大学 (Universität Ulm)                                                           |
| フランス     | リヨン             | リヨン市立慈善病院 (Hospices Civils de Lyon)                                           |
| アイルランド | ダブリン           | アデレード・アンド・ミース病院 (The Adelaide and Meath Hospital)                       |
| イタリア     | パドヴァ           | パドヴァ大学病院 (Azienda Ospedaliera-Università di Padova)                            |
| クロアチア   | ザグレブ           | 大学病院Sestre Milosrdnice (University Hospital "Sestre Milosrdnice")                  |
| マルタ       | イムシーダ         | セント・アン病院 (St. Anne's Clinic)                                                   |
| オーストリア | グラーツ           | グラーツ医科大学病院 神経科 (Universitätsklinik für Neurologie)                        |
| オーストリア | インスブルック     | インスブルック医科大学病院 神経科 (Universitätsklinik für Neurologie)                  |
| オーストリア | クラーゲンフルト   | LKH                                                                                    |
| オーストリア | ザルツブルク       | クリスティアン・ドップラー病院 (Christian Doppler Klinik)                              |
| オーストリア | ウィーン           | Krankenhaus der Barmherzigen Brüder                                                    |
| オーストリア | リンツ             | 州立神経病院ヴァーグナー=ヤウレック (Wagner-Jauregg Linz)                              |
| ポーランド   | ワルシャワ         | 精神神経研究所 (Institute of Psychiatry and Neurology)                                 |
| ポルトガル   | リスボン           | サン・ジョゼ病院 (Hospital de Sao José )                                               |
| スペイン     | マドリッド         | 大学病院 ラ・パ (Hospital Universitario La Paz)                                        |
| 英国         | グラスゴー         | グラスゴー大学 (University of Glasgow)                                                 |
| 英国         | オックスフォード   | オックスフォード大学 (University of Oxford)                                            |